# Pamela Jiles
Pamela Theresa Jiles (New Orleans, 15 febbraio 1954) è un'ex velocista statunitense, attiva negli anni settanta.

## Palmarès
| Anno | Manifestazione | Sede     | Evento  | Risultato | Prestazione | Note |
| ---- | -------------- | -------- | ------- | --------- | ----------- | ---- |
| 1976 | Olimpiadi      | Montréal | 4×400 m | Argento   | 3'22"81     |      |